# Obsidiana
L'obsidiana és una roca ígnia extrusiva pertanyent al grup dels silicats, formada per silicats d'alumini i un gran percentatge (70 % o més) de sílice (diòxid de silici, SiO₂). És un vidre (però no cristall) volcànic negre o molt fosc, de vegades amb reflexos metàl·lics. Hom la troba com a lava a les comarques volcàniques.
L'obsidiana no és un mineral, perquè no és cristal·lina, encara que ho sembli. Amb el microscopi, hom pot veure que no la formen cristalls, sinó un vidre amorf homogeni. Sovint se la classifica com a mineraloide.
L'obsidiana es produeix a partir de lava fèlsica, rica en elements més lleugers com el silici, l'oxigen, l'alumini, el sodi i el potassi. Es troba habitualment dins dels marges de les colades de lava riolita conegudes com a colades d'obsidiana. Aquests fluxos tenen un alt contingut de sílice, atorgant-los una alta viscositat. L'alta viscositat inhibeix la difusió dels àtoms a través de la lava, la qual cosa inhibeix el primer pas (nucleació) en la formació de cristalls minerals. Juntament amb el refredament ràpid, això resulta en un vidre natural que es forma a partir de la lava.
L'obsidiana és dura, trencadissa i amorfa⁣; per tant, es fractura amb vores afilades. Antigament, s'utilitzava per fabricar eines de tall i perforació, i s'ha utilitzat experimentalment com a fulles de bisturí quirúrgic.

## Descripció

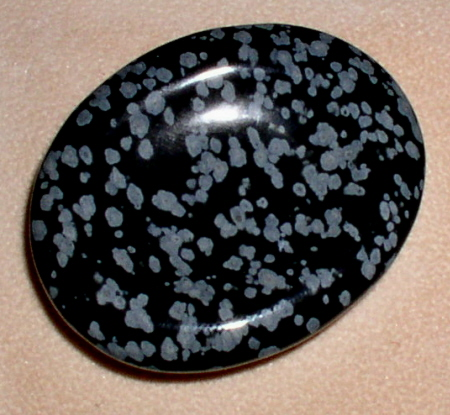
Obsidiana nevada, polida com a gemma.

El seu color és negre brillant, encara que pot variar segons la composició de les impureses des del verd fosc al clar, al vermellós i tenir vetes de color blanc, negre i vermell. El ferro i el magnesi l'acoloreixen de verd fosc a marró fosc. La inclusió de cristalls petits, blancs i en forma radial de cristobalita produeix un patró de taques, semblant a flocs de neu (obsidiana nevada). També pot contenir patrons de bombolles de gas atrapades en el moment en què el flux de lava es refredà.
Les úniques peces d'obsidiana conegudes a la península Ibèrica es conserven a Catalunya.
La seva duresa en l'escala de Mohs es troba entre 5 a 5,5. Té una fractura concoidal molt marcada característica i el seu pes específic és de 2'6. Presenta una textura cristal·logràfica amb pocs microfenocristalls i abundant pols opacs a les zones concèntriques. La seva estructura és concèntrica amb ocasionals fractures latents concèntriques.

## Composició
La seva composició és semblant a la del granit i la riolita. L'obsidiana és formada per lava fosa, amb molt poca aigua (0,25% - 2,3%) i amb molts gasos procedents del volcà.
Pel que fa a la seva composició química, la majoria de les obsidianes contenen un 70-75 % de SiO2; un 10-15 % de Al2O3; un 3-5 % de Na2O; un 2-5% de K2O i 1-5 % de Fe2O3+FeO. El contingut d’aigua varia entre el 0,1 i el 0,5 % en pes.
El seu component essencial és el vidre volcànic i els accessoris són òxid de ferro i tota mena de minerals.

## Distribució
L'obsidiana es troba prop dels volcans en llocs que han patit erupcions riolítices. Es pot trobar a l'Argentina, Armènia, Azerbaidjan, Austràlia, Canadà, Xile, Geòrgia, Equador, El Salvador, Grècia, Guatemala, Hongria, Islàndia, Indonèsia, Itàlia, Japó, Kenya, Mèxic, Nova Zelanda, Papua Nova Guinea, Perú, Rússia, Escòcia, Illes Canàries, Turquia i els Estats Units. Turísticament s'explota la de les calderes del volcà Newberry i el volcà Medicine Lake a la serralada de les cascades de l'oest d'Amèrica del Nord, i als cràters Inyo a l'est de Sierra Nevada a Califòrnia, espais on es va a fer senderisme. El Parc Nacional de Yellowstone té un vessant de muntanya que conté obsidiana situada entre Mammoth Hot Springs i la conca dels guèisers de Norris, i es poden trobar dipòsits a molts altres estats occidentals dels Estats Units com Arizona, Colorado, Nou Mèxic, Texas, Utah i Washington, Oregon i Idaho.
Només hi ha quatre grans àrees de dipòsit a la Mediterrània central: Lipari, Pantelleria, Palmarola i Monte Arci (Sardenya).
Les fonts antigues a l'Egeu eren Milos i Gyali.
La ciutat d'Acıgöl i el volcà Göllü Dağ van ser les fonts més importants de l'Anatòlia central, una de les àrees d'origen més importants del Pròxim Orient prehistòric.

## Ús

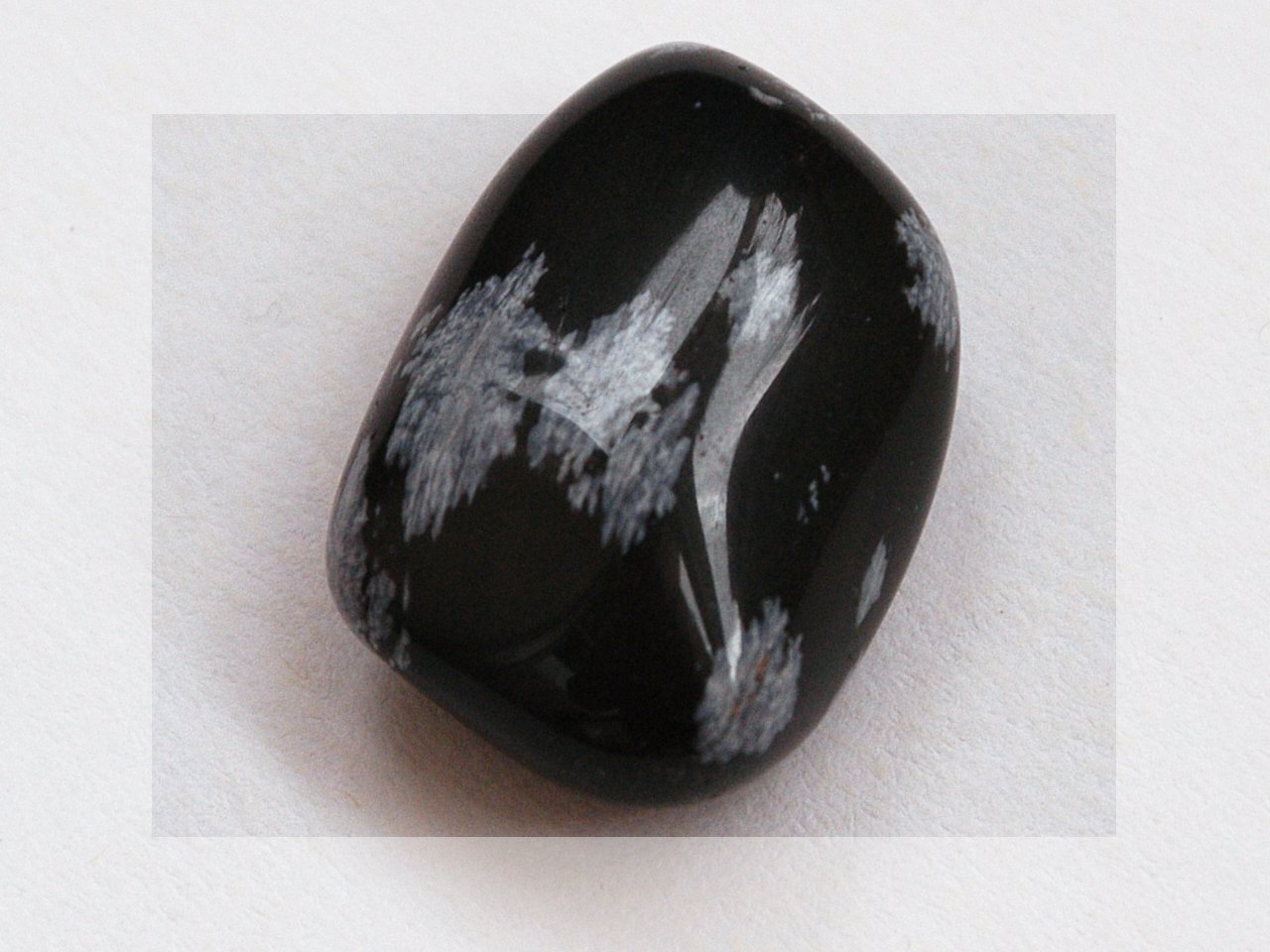
Obsidiana nevada

L'obsidiana és sovint usada com a ornament. Té la qualitat de canviar el seu color superficial segons la manera de tallar-se: si se la talla paral·lelament el seu color és negre, però quan es talla perpendicularment el seu color és gris.

### Tecnologia
En certes cultures del Paleolític i el Neolític, era molt valorada, perquè se'n podien fer fulles molt esmolades, usades com a ganivets o per a llances i puntes de fletxes. Com tots els vidres i altres tipus de roques, l'obsidiana es pot trencar amb pedres més dures per a modelar-ne la forma.
També es pot polir per a crear miralls rústics. En aquest sentit, cal destacar-ne l'ús que en van fer les cultures mesoamericanes, que la utilitzaren abundantment per a fer armes, especialment el tipus d'espasa anomenat maquahuitl o macana, amb fulles d'obsidiana muntades sobre una barra o un pal de fusta.
Actualment, s'utilitzen fulles d'obsidiana en cirurgia, perquè el seu tall és molt més prim que el dels escalpels d'acer. Els talls fets amb les fulles d'obsidiana són més fins i provoquen menys danys al teixit orgànic, fet que permet que les ferides quirúrgiques guareixin més ràpidament.

## L'obsidiana en l'arqueologia
Tot i que als Països Catalans no es troba obsidiana, hi era coneguda des d'antic. Provenia d'alguns territoris volcànics, com les illes de Lipari, Pantel·leria, Palmerola i Sardenya (al mont Arci). Se n'han trobat restes –eines– en algunes tombes acompanyant la persona enterrada; entre d'altres, al jaciment arqueològic de la Bòbila Padró (Ripollet), jaciment arqueològic de la Bòbila Madurell-Mas Duran (Sant Quirze del Vallès), al jaciment arqueològic de Can Gambús (Sabadell) i a les Mines de Gavà. Totes daten d'un període d'entre finals del V mil·lenni i els primers segles del IV mil·lenni aC; és a dir, de fa entre 6.200 i 5.500 anys.

## Documents

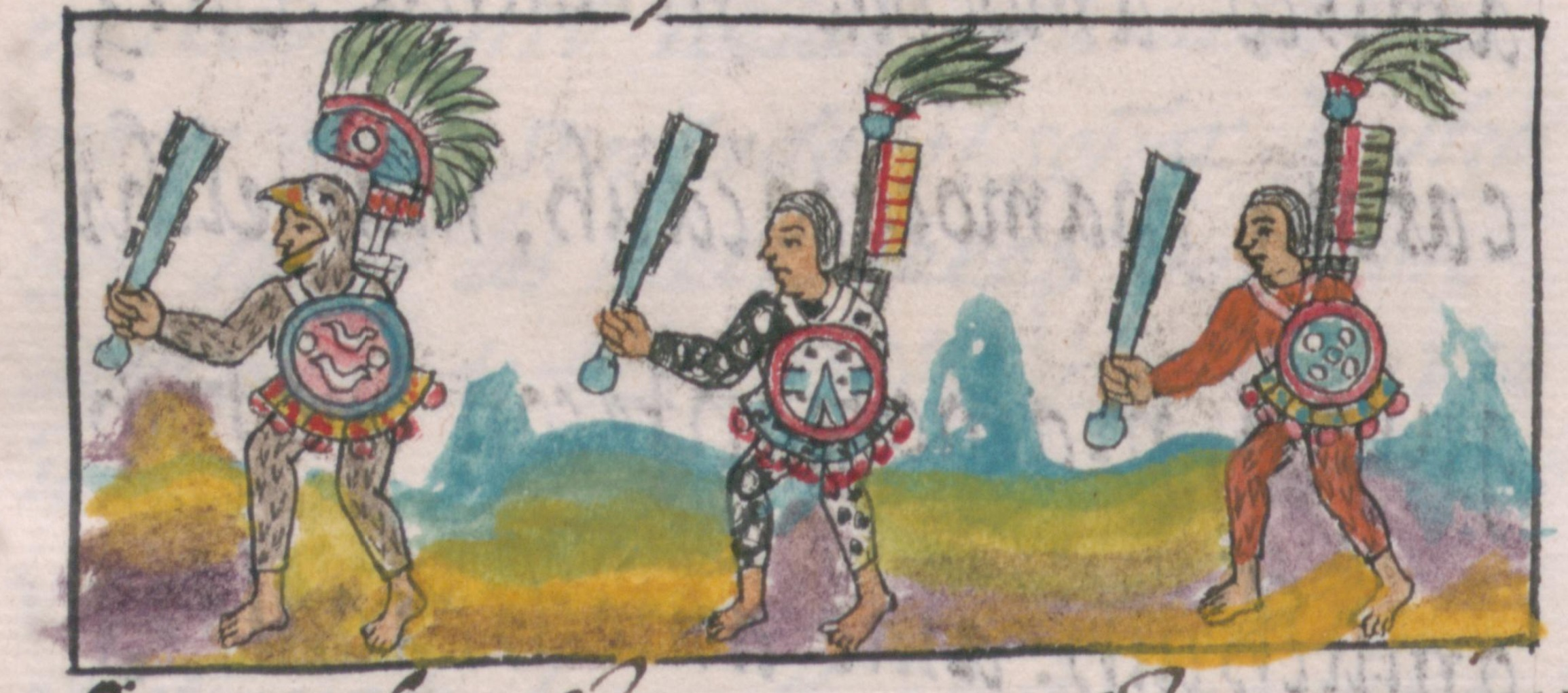
Guerrers asteques armats amb escuts i espases d'obsidana.

Telescopi newtonià.

La consulta de diversos documents concrets hauria de permetre ampliar el coneixement sobre el tema. Particularment l'obsidiana fou molt emprada per a fabricar estris de tall: navalles, puntes de fletxa, ...
- Lapis obsidianus. Segons la llegenda descobert a Etiòpia per un viatger anomenat Obsidius.[21]
- Isidor de Sevilla.[22][23]
- De Natura Fossilium.[24]
- Monarchia Indiana.[25]

| « | Oficiales tenian , y tienen , de hacer Navajas de una cierta Piedra negra (anomenada "obsidiana"), ò Pedernal , y verlas hacer es una cosa , que por maravilla se puede ir à vèr hacerlas , y hacenlas (si se puede dar à entender ) de esta manera : Sientanse en el Suelo , y toman un pedaço de aquella Piedra negra , que es casi como Açavache, y dura como Pedernal , y es Piedra , que se puede llamar preciosa , mas hermosa , y reluciente, que Alabastró ; Jaspe , tanto que de ella fe hacen Aras , y Espejos. Aquel pedaço , que toman , es de un palmo, ò poco más largo , y de grueso , como la pierna , poco menos , y rolliço. Tienen un palo de el grueso de una Lança , y tan largo , como tres codos, Ò poco más , y al principio de esta Hasta ponen pegado , y bien atado un troço de palo de un palmo , grueso como el molledo de el braço , y algo mas ; y este tiene su frente llana , y tajada , y firve este troço , para que pese mas aquella parte. Juntan ambos pies descalços , y con ellos aprietan la Piedra con el pecho, y con ambas manos toman el Hafta , que diximos , era como vara de Lança , que tambien es llano, y tajado , y ponenlo à befar con el canto de la frente de la Piedra , que tambien es llana , y tajada , y entonces aprietan hacia el pecho , y luego salta de la Piedra vna Navaja , con su punta , y sus filos de ambas partes , co mo si de vn Nabo la quisiesen formar ... | » |

- Relación Del Origen De Los Indios Que Habitan Esta Nueva España Según Sus Historias.[26]
- "Iztli" i "chillisa".[27]
- L'obsidiana fou una gran indústria a Tehotihuacan.[28]
- Detalls de la fabricació de ganivets, imperfectament coneguts.[29]
- La fabricació de miralls d'obsidiana per a telescopis reflectors ha estat practicada i acceptada favorablement.[30]
  - Vegeu informe a la referència adjunta.[31]